# Memoiren einer baskischen Kuh
Memoiren einer baskischen Kuh (baskischer Originaltitel Behi euskaldun baten memoriak) ist ein Roman des spanischen Schriftstellers Bernardo Atxaga, der im Jahr 1991 beim Pamiela Verlag veröffentlicht wurde. Die deutsche Erstausgabe in einer Übersetzung von Ludger Mees erschien 1995 beim Altberliner Verlag.

## Inhalt
Mo ist eine Kuh aus den Bergen des spanischen Baskenlandes. Sie erzählt in ihren Memoiren von ihrem Leben und ihren Abenteuern gegen Ende des Spanischen Bürgerkriegs. Den Auftrag zum Schreiben erhält sie von ‚Dickkopf‘, ihrer inneren Stimme, die Mo immer wieder ins Gewissen redet, ihr aber auch in vielen Situationen behilflich ist. Mit dieser Autobiografie versucht Mo, sich an ihr vergangenes Leben zu erinnern und Antworten auf die vielen Fragen zu finden, die während all der Jahre aufgetaucht sind. Sie berichtet von ihrer Freundschaft mit der außergewöhnlichen Kuh La Vache qui Rit, mit der sie über den Sinn des Lebens und über das Kuhsein philosophiert. Sie erzählt von ihrer Geburt und den ersten Jahren auf einem Bauernhof namens Balantzategi, den dortigen Abenteuern mit Faschisten und Widerstandskämpfern, der Flucht mit ihrer Freundin La Vache, die sich jedoch mit der Zeit immer mehr von Mo entfremdet und sich einem Wildschweinrudel anschließt. Mo landet schließlich in einem Kloster bei der Nonne Pauline Bernardette, in der sie eine neue Freundin findet.
Angetrieben wird Mo in ihrem bisherigen Leben von dem ständigen Drang, keine gewöhnliche Kuh zu sein und sich von der öden Kuh-Routine ihrer Artgenossen zu distanzieren, nachzudenken und logische Gedanken zu fassen. Anstatt mit ihren Memoiren die vielen Fragen, die sich über die Jahre ergeben haben, zu beantworten, stellt Mo letztlich fest, dass sich durch ihre Biografie eine Unzahl neuer Fragen aufgetan hat. Zumindest beruhigt Bernardette die Kuh, indem sie ihr versichert, dass das Schreiben der Memoiren nicht gleichbedeutend mit dem Ende des Lebens sei.

## Rezeption
Estrella Borrego del Castillo schreibt in ihrer Buchrezension: „Der Roman dreht sich um die Themen Freundschaft, Respekt, Einsamkeit und Beziehungen zwischen Mensch und Tier. Atxaga bedient sich dabei einer einfachen Sprache, aufgelockert durch Wortspiele und viele Dialoge, die die Handlung auch jüngeren Lesern zugänglich machen.“ Die Wochenzeitung Die Zeit schreibt: „Es liest sich geist- und herzerquickend. Mo und ihre Stimme … haben das Zeug dazu, Leser verschiedener Generationen zu beeindrucken.“ und FOCUS befindet: „… überrascht die Leser mit verblüffender Lebensweisheit. Die merkwürdigsten Memoiren seit langem.“ Weniger euphorisch zeigt sich das Magazin Kirkus Reviews: „Die mäandernde Erzählung springt zwischen Vergangenheit und Gegenwart hin und her, mit vielen Abschweifungen dazwischen, die durch markige Kuh-Sprüche unterbrochen werden. Zwischen den Actioneinlagen und den gelegentlichen Kampfszenen herrscht ein monotoner Mangel an Dringlichkeit. Die veraltete Sprache und das langsame Tempo machen aus diesem langweiligen Titel einen Kuddelmuddel.“

## Referenzen
Memoiren einer baskischen Kuh ist in dem literarischen Nachschlagewerk 1001 Kinder- und Jugendbücher – Lies uns, bevor Du erwachsen bist! für die Altersstufe 12+ Jahre enthalten.

## Hörspielbearbeitung
1997 erstellte  Charlotte Niemann für die Sender Radio Bremen und Bayerischer Rundfunk eine Funkbearbeitung des Werkes unter demselben Titel, für die sie auch die Musik komponierte. Das Hörspiel wurde unter ihrer Regie als zwei- und vierteilige Fassung ausgestrahlt. Es sprachen u. a. Rosemarie Fendel (Innere Stimme/Mo), Gustl Halenke (Pauline), Jürgen Thormann (Grünbrille/Sprichwörter), Sven Lehmann (2. Mann, Langzahn), Heiko Senst (1. Mann, Langzahn) und Grete Wurm (La Vache). 
Veröffentlichung: CD-Edition: Altberliner Verlag 2000

## Ausgaben
- Behi euskaldun baten memoriak. Pamiela, Spanien 1991 (baskisch).
- Memoiren einer baskischen Kuh. Altberliner, Berlin / München 1995.